# Alphonse Mas
Alphonse Mas (nacido el 28 de febrero de 1817 en Lyon y fallecido el 15 de noviembre de 1875 en Bourg-en-Bresse) fue presidente de la "Société pomologique de France" y de la "Société d'horticulture de l'Ain". Dedicó su vida al estudio de los frutos.
Murió durante la publicación de su obra realizada en colaboración con Victor Pulliat sobre el viñedo.

## Publicaciones
- "Le verger" (El huerto) de 1865 a 1880, ocho volúmenes ilustrados con láminas a color en cromolitografía.
- "La pomologie générale" (Pomología general) desde 1872 hasta 1883 Doce volúmenes ilustrados con dibujos de contorno
- "Le Vignoble, ou Histoire, culture et description avec planches coloriées des vignes à raisins de table et à raisins de cuve les plus généralement connues" (La Viña, o Historia, cultura y descripción con placas de colores de las cepas de uva de mesa y vinificación más conocidas). París, Masson, 1874 - 1879  ; Un volumen en 1874, los tres siguientes publicados por Victor Pulliat). Es un monumento ampelográfico  Numerosos colaboradores ayudaron a los dos eruditos autores de esta obra: H. Bouschet, Dl Houbdine, Henri Marès , Mortillet, Oudart, Pellicot, Mendola, Rouget, Tripier, Villa Maior, etc.